# Skelmersdale
Skelmersdale – miasto w północno-zachodniej Anglii (Wielka Brytania), w hrabstwie Lancashire, w dystrykcie West Lancashire.
Wysoko położone nad rzeką Tawd, Skelmersdale znajduje się 13,7 mil (22 km) na północny wschód od Liverpoolu i 22,8 mil (37 km) na północny zachód od Manchesteru. W 2011 roku miasto liczyło 34 455 mieszkańców. Lokalnie, Skelmersdale jest znane również pod nazwą Skem. Nazwa Skelmersdale po raz pierwszy została użyta w Domesday Book w 1086 roku.

## Historia
Liczba ludzi zamieszkujących Skelmersdale w 1851 roku była niewielka – tylko 760 mieszkańców. Jednak w ciągu 50 lat liczba ta wzrosła do 5699. Ten gwałtowny wzrost populacji był spowodowany rewolucją przemysłową XIX wieku, która przekształciła Skelmersdale z małej wioski w prężnie rozwijające się miasteczko górnicze. Obecność węgla w okolicach tego miasta sprawiła, że do Skelmersdale zaczęło sprowadzać się wielu ludzi poszukujących pracy, z których większość stanowili imigranci z Walii. W 1880 roku w Skelmersdale było razem aż 14 kopalń węgla, lecz większość z nich została zamknięta w latach dwudziestych i trzydziestych XX wieku.

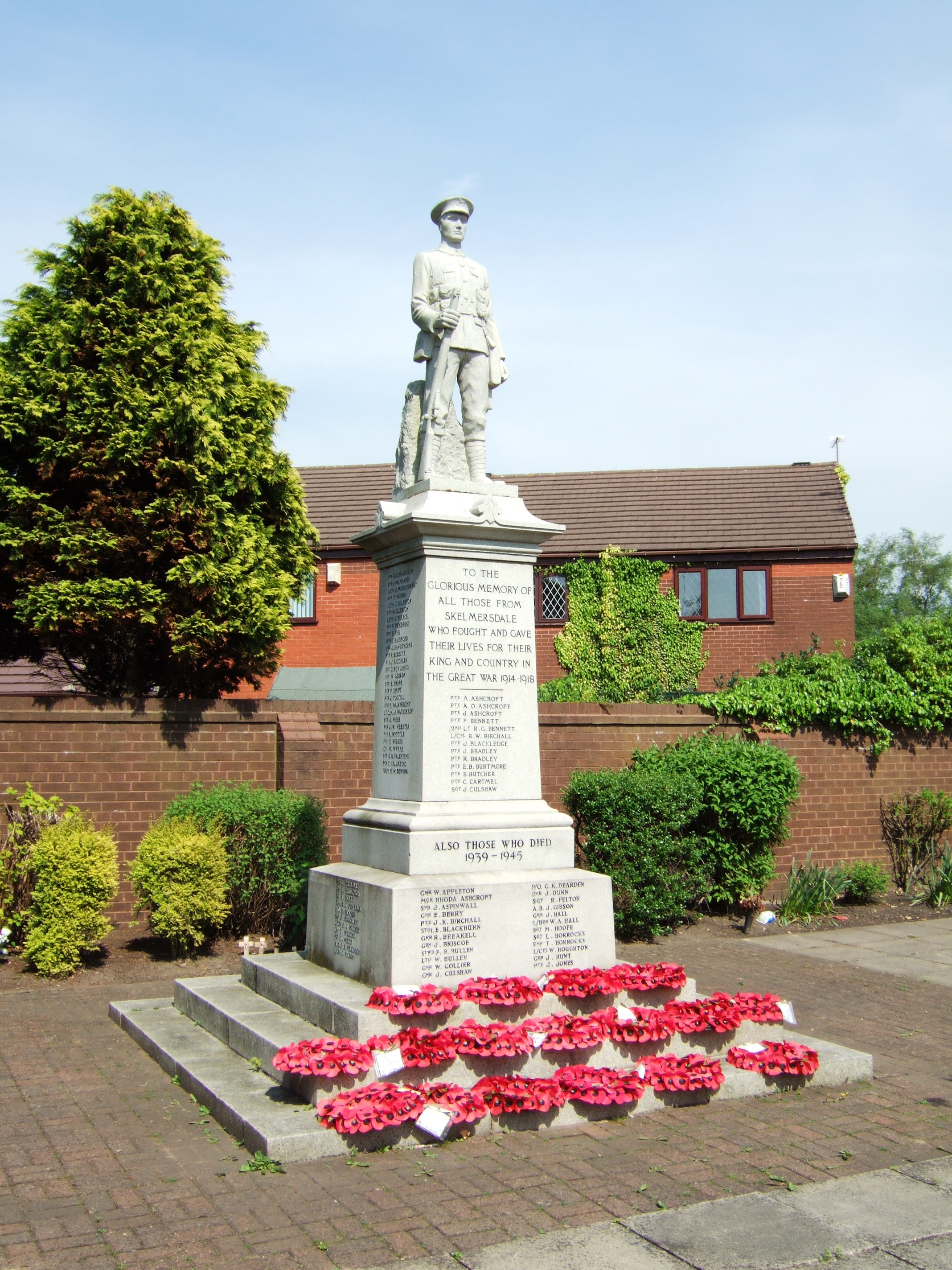
Pomnik dla upamiętnienia drugiej wojny światowej

Brak jakichkolwiek pamiątek lub zabytków z tego okresu spowodował to, że dziś tylko nieliczni wiedzą, że Skelmersdale miało niegdyś tak wiele wspólnego z pokładami węgla w Lancashire.
W 1956 roku stacja kolejowa w Skelmersdale została zamknięta. Od tego czasu miasto to, zostało drugim pod względem populacji miastem w regionie North West England nie posiadającym stacji kolejowej lub peronu. Dziś, najbliższa stacja kolejowa dla mieszkańców Skelmersdale, to stacja w Upholland, znajdująca się na linii Wigan Wallgate-Kirkby.

## Nowe Miasto
Skelmersdale zostało ogłoszone nowym miastem w 1961 roku. Zostało ono rozbudowane, o nowe domy mieszkalne dla ludzi migrujących z wówczas przeludnionej konurbacji północnego Merseyside. Z powodu dużej liczby osób migrujących z Liverpoolu do Skelmersdale, mieszkańcy obu miast charakteryzują się bardzo podobnym akcentem językowym, co wyróżnia mieszkańców Skelmersdale od innych mieszkańców Hrabstwa Lancashire. Liverpool i Skelmersdale są połączone autostradą M58.

## Edukacja
W Skelmersdale jest kilka szkół podstawowych oraz trzy szkoły średnie (high school):
- Our Lady Queen of Peace Catholic High School – szkoła o profilu inżynierskim
- Glenburn Sports College – szkoła sportowa
- Lathom High School

W Skelmersdale znajduje się również West Lancashire College będący częścią grupy NCG (Newcastle College Group).